# 엔니오: 더 마에스트로
《엔니오: 더 마에스트로》(이탈리아어: Ennio, 영어: The Glance of Music)는 2021년에 개봉한 이탈리아의 다큐멘터리, 전기, 음악 영화이다.
 쥬세페 토르나토레가 감독과 각본을 맡았다.
 이탈리아는 2022년 2월 17일에 대한민국은 2023년 7월 5일에 개봉되었다.

## 줄거리
엔니오 모리꼬네는 우리 인생의 사운드 트랙이죠 - 한스 짐머 -

골든 글러브, 그래미 그리고 마지막으로 아카데미까지 인정하게 만든

세계적인 거장이자 여러 영화감독들이 원하고 사랑했던 엔니오 모리꼬네

그와 25년을 함께한 쥬세페 토르나토레가 담은 엔니오 모리꼬네의 모든 것

## 출연진

### 주연
- 엔니오 모리꼬네 - 본인 역

### 조연
- 클린트 이스트우드 - 본인 역
- 쿠엔틴 타란티노 - 본인 역
- 존 윌리엄스 - 본인 역
- 한스 짐머 - 본인 역
- 왕가위 - 본인 역
- 브루스 스프링스틴 - 본인 역
- 퀸시 존스 - 본인 역
- 한스 짐머 - 본인 역